# Peyriac-de-Mer
Peyriac-de-Mer  (Peiriac de la Sal  en occitan) une commune française, située dans l'est du département de l'Aude en région Occitanie.
Sur le plan historique et culturel, la commune fait partie du Narbonnais, un pays comprenant Narbonne et sa périphérie, le massif de la Clape et la bande lagunaire des étangs. Exposée à un climat méditerranéen, elle est drainée par le Berre, le ruisseau de Pech Agut, le ruisseau des Potences, le ruisseau du Colombier et par divers autres petits cours d'eau. Incluse dans le parc naturel régional de la Narbonnaise en Méditerranée, la commune possède un patrimoine naturel remarquable : trois sites Natura 2000 (les « étangs du Narbonnais », les « Corbières orientales » et le « complexe lagunaire de Bages-Sigean »), sept espaces protégés (le « Berges de l'étang de Peyriac », l'« étang du Doul », l'« île de l'Aute », l'« île de Planasse », les « rives de l'Aute », la « saline d'Estarac » et les « étangs littoraux de la Narbonnaise ») et neuf zones naturelles d'intérêt écologique, faunistique et floristique.
Peyriac-de-Mer est une commune rurale et littorale qui compte 1 191 habitants en 2022, après avoir connu une forte hausse de la population depuis 1975. Elle fait partie de l'aire d'attraction de Narbonne. Ses habitants sont appelés les Peyriacois ou  Peyriacoises.

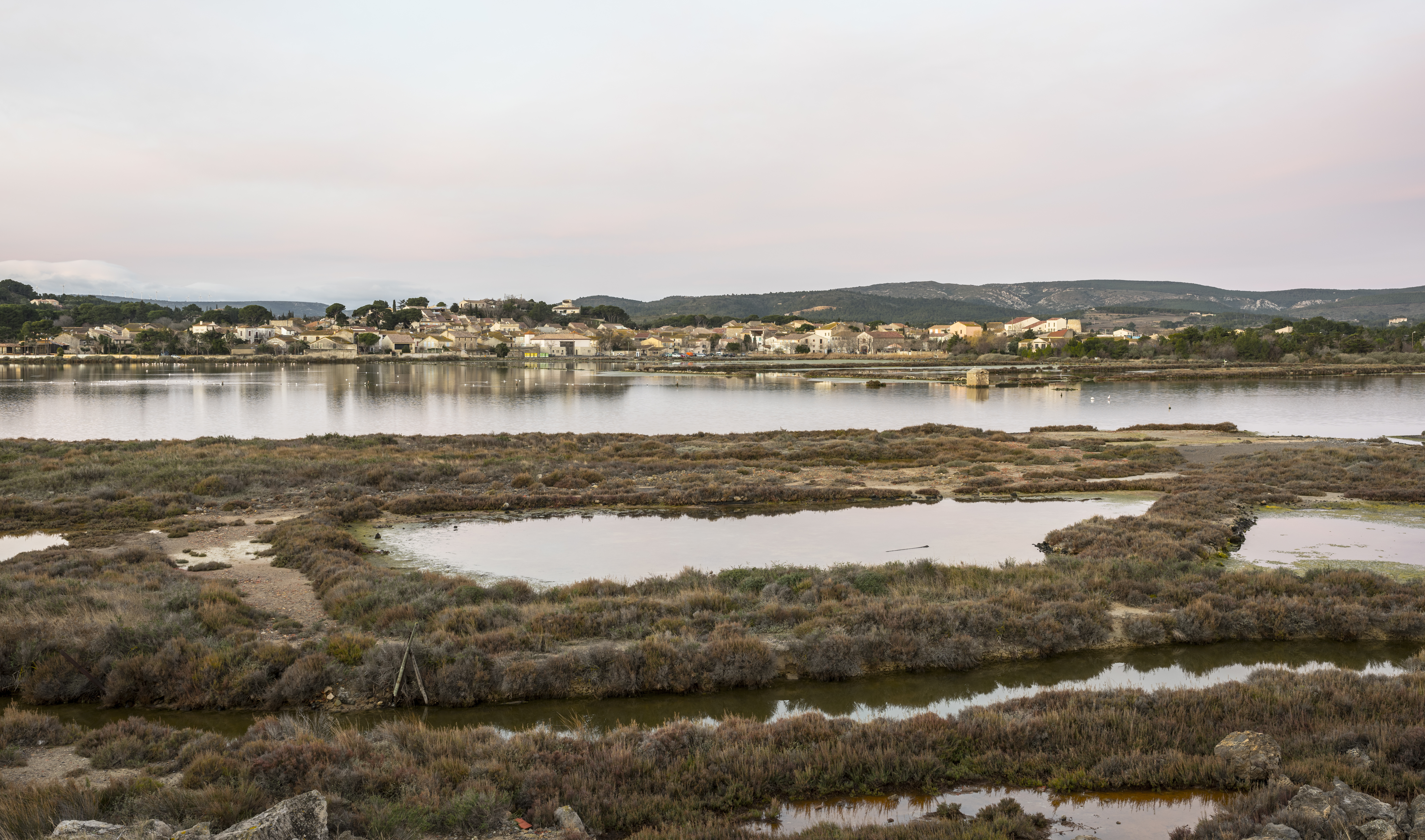
Le village en 2018

Le patrimoine architectural de la commune comprend un immeuble protégé au titre des monuments historiques : l'église Saint-Paul, classée en 1914.

## Géographie

### Localisation
Peyriac-de-Mer est un village situé dans le Sud de la France, entre Montpellier au nord, Perpignan au sud et Carcassonne à l'ouest. Cette commune située au bord de l'étang de Bages-Sigean fait partie de l'aire urbaine de Narbonne.

### Communes limitrophes
Les communes limitrophes sont Bages, Narbonne, Portel-des-Corbières, Saint-André-de-Roquelongue et Sigean.
| Narbonne                   | Bages          |                                       |
| Saint-André-de-Roquelongue | Peyriac-de-Mer | Narbonne                              |
| Portel-des-Corbières       | Sigean         | Port-la-Nouvelle (par un quadripoint) |

### Voies de communication et transports
La commune est desservie par la ligne 10 des Autobus de Narbonne.

### Hydrographie
La commune est dans la région hydrographique « Côtiers méditerranéens », au sein du bassin hydrographique Rhône-Méditerranée-Corse. Elle est drainée par la Berre, le ruisseau de Pech Agut, le ruisseau des Potences, le ruisseau du Colombier, le ruisseau de Fontanilles, le ruisseau de Freissinet, le ruisseau de la Piale, le ruisseau de Mont Feigné, le ruisseau de Mont Milan, le ruisseau des Plages, le ruisseau du Pech Vermeillé, le ruisseau du Pontil et le ruisseau du Saut de l'Ane, qui constituent un réseau hydrographique de 34 km de longueur totale,.
La Berre, d'une longueur totale de 52,7 km, prend sa source dans la commune de Quintillan et s'écoule d'ouest en est. Elle traverse la commune et se jette dans le golfe du Lion à Port-la-Nouvelle, après avoir traversé 10 communes.

### Paysages

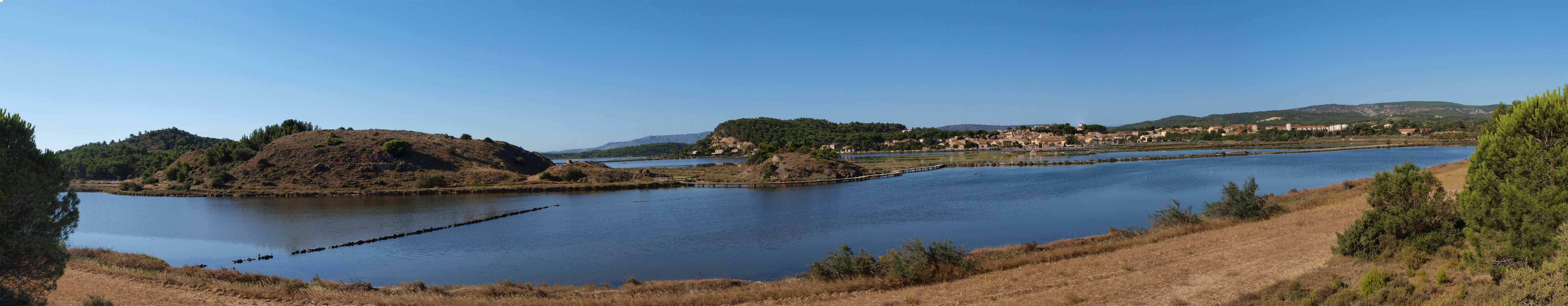
Vue panoramique de Peyriac-de-Mer.

### Climat
Pour des articles plus généraux, voir Climat de l'Occitanie et Climat de l'Aude.
En 2010, le climat de la commune est de type climat méditerranéen franc, selon une étude s'appuyant sur une série de données couvrant la période 1971-2000. En 2020, Météo-France publie une typologie des climats de la France métropolitaine dans laquelle la commune est exposée à un climat méditerranéen et est dans la région climatique Provence, Languedoc-Roussillon, caractérisée par une pluviométrie faible en été, un très bon ensoleillement (2 600 h/an), un été chaud (21,5 °C), un air très sec en été, sec en toutes saisons, des vents forts (fréquence de 40 à 50 % de vents > 5 m/s) et peu de brouillards.
Pour la période 1971-2000, la température annuelle moyenne est de 15,3 °C, avec une amplitude thermique annuelle de 15,8 °C. Le cumul annuel moyen de précipitations est de 571 mm, avec 5,5 jours de précipitations en janvier et 2,5 jours en juillet. Pour la période 1991-2020, la température moyenne annuelle observée sur la station météorologique la plus proche, située sur la commune de Portel-des-Corbières à 5 km à vol d'oiseau, est de 15,4 °C et le cumul annuel moyen de précipitations est de 660,0 mm,. Pour l'avenir, les paramètres climatiques de la commune estimés pour 2050 selon différents scénarios d'émission de gaz à effet de serre sont consultables sur un site dédié publié par Météo-France en novembre 2022.

### Milieux naturels et biodiversité

#### Espaces protégés
La protection réglementaire est le mode d’intervention le plus fort pour préserver des espaces naturels remarquables et leur biodiversité associée,.
La commune fait partie du parc naturel régional de la Narbonnaise en Méditerranée, créé en 2003 et d'une superficie de 68 350 ha, qui s'étend sur 21 communes du département. Composé de la majeure partie des milieux lagunaires du littoral audois et de ses massifs environnants, ce territoire représente en France l’un des rares et derniers grands sites naturels préservés, de cette ampleur et de cette diversité en bordure de Méditerranée (Golfe du Lion).
Sept autres espaces protégés sont présents sur la commune : 
- le « Berges de l'étang de Peyriac », un terrain acquis par le Conservatoire du Littoral, d'une superficie de 2 ha[16],[17] ;
- l'« étang du Doul », un terrain acquis par le Conservatoire du Littoral, d'une superficie de 219,1 ha[18],[19] ;
- l'« île de l'Aute », un terrain acquis par le Conservatoire du Littoral, d'une superficie de 39,6 ha[20],[21] ;
- l'« île de Planasse », un terrain acquis par le Conservatoire du Littoral, d'une superficie de 19,6 ha[22],[23] ;
- les « rives de l'Aute », un terrain acquis par le Conservatoire du Littoral, d'une superficie de 292 ha[24],[25] ;
- la « saline d'Estarac », un terrain acquis par le Conservatoire du Littoral, d'une superficie de 96,10 ha[26],[27] ;
- les « étangs littoraux de la Narbonnaise », une zone humide protégée par la convention de Ramsar, d'une superficie de 12 376,7 ha[28].

#### Réseau Natura 2000

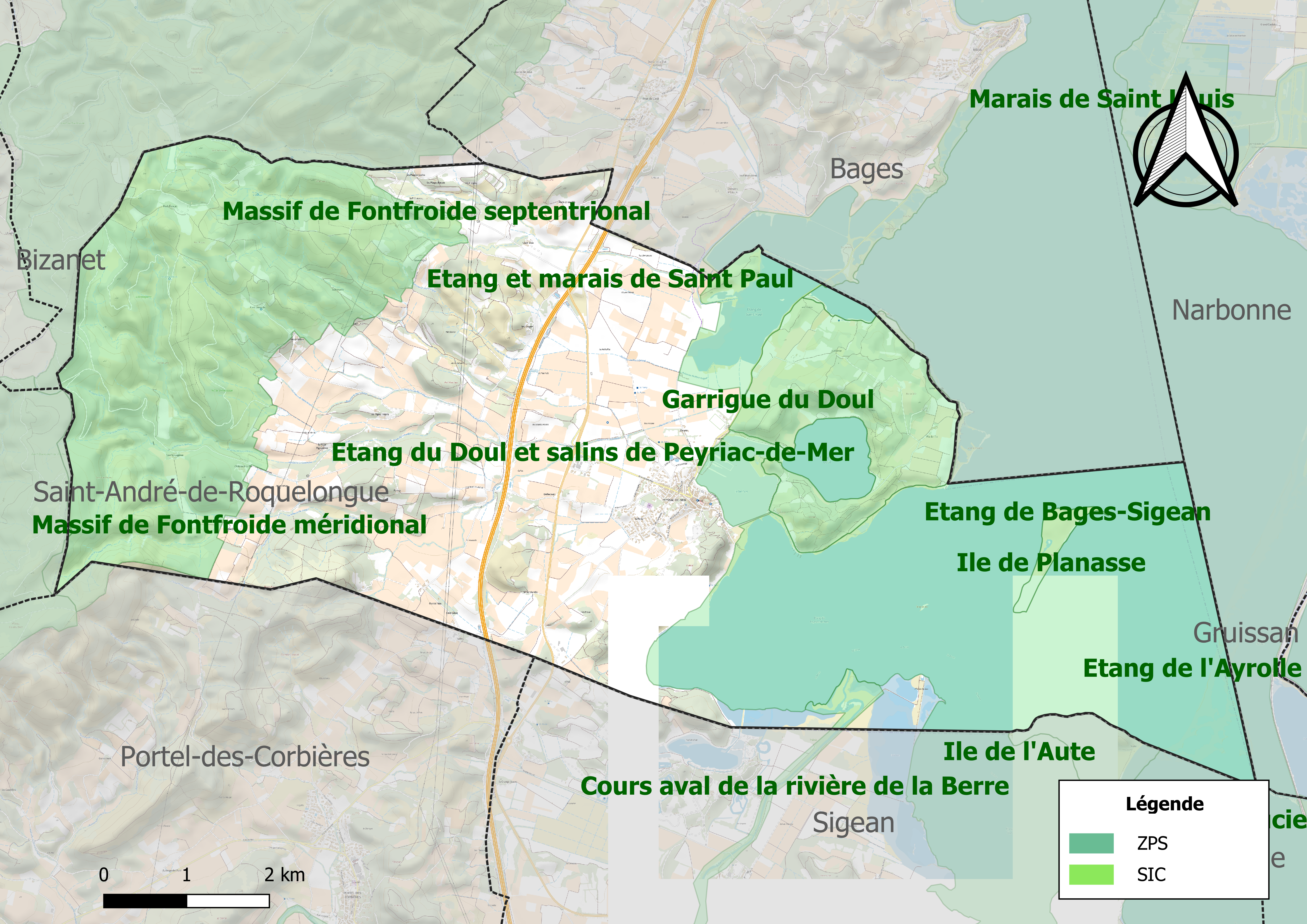
Site Natura 2000 sur le territoire communal.

Le réseau Natura 2000 est un réseau écologique européen de sites naturels d'intérêt écologique élaboré à partir des directives habitats et oiseaux, constitué de zones spéciales de conservation (ZSC) et de zones de protection spéciale (ZPS).
Un site Natura 2000 a été défini sur la commune au titre de la directive habitats :
- le « complexe lagunaire de Bages-Sigean », d'une superficie de 9 488 ha, constitué de formations naturelles de steppes salées sont très riches en espèces de Limonium et très étendues[31]

et deux au titre de la directive oiseaux : 
- les « étangs du Narbonnais », d'une superficie de 12 314 ha, comportant des formations naturelles de steppes salées très riches en espèces de Limonium et très étendues. On trouve également des montilles fixées ou des bourrelets coquilliers de bords d'étang à Limoniastres[32] ;
- les « Corbières orientales », d'une superficie de 25 371 ha, correspondant à la partie la plus orientale du massif des Corbières audoises. Ce site inclut, dans sa partie la plus orientale, le couloir de migration majeur du littoral languedocien, d'où la présence régulière d'espèces en étape migratoire[33].

#### Zones naturelles d'intérêt écologique, faunistique et floristique
L’inventaire des zones naturelles d'intérêt écologique, faunistique et floristique (ZNIEFF) a pour objectif de réaliser une couverture des zones les plus intéressantes sur le plan écologique, essentiellement dans la perspective d’améliorer la connaissance du patrimoine naturel national et de fournir aux différents décideurs un outil d’aide à la prise en compte de l’environnement dans l’aménagement du territoire.
Six ZNIEFF de type 1 sont recensées sur la commune :
- le « cours aval de la rivière de la Berre » (109 ha), couvrant 3 communes du département[35] ;
- l'« étang de Bages-Sigean » (3 773 ha), couvrant 5 communes du département[36] ;
- l'« étang du Doul et salins de Peyriac-de-Mer » (84 ha)[37] ;
- l'« étang et marais de Saint Paul » (175 ha), couvrant 2 communes du département[38] ;
- la « garrigue du Doul » (240 ha), couvrant 2 communes du département[39] ;
- l'« île de Planasse » (18 ha)[40] ;

et trois ZNIEFF de type 2, : 
- le « complexe des étangs de Bages-Sigean » (12 890 ha), couvrant 6 communes du département[41] ;
- le « massif de Fontfroide » (7 712 ha), couvrant 10 communes du département[42] ;
- le « massif de Fontfroide septentrional » (2 581 ha), couvrant 5 communes du département[43].

Carte des ZNIEFF de type 1 et 2 à Peyriac-de-Mer.
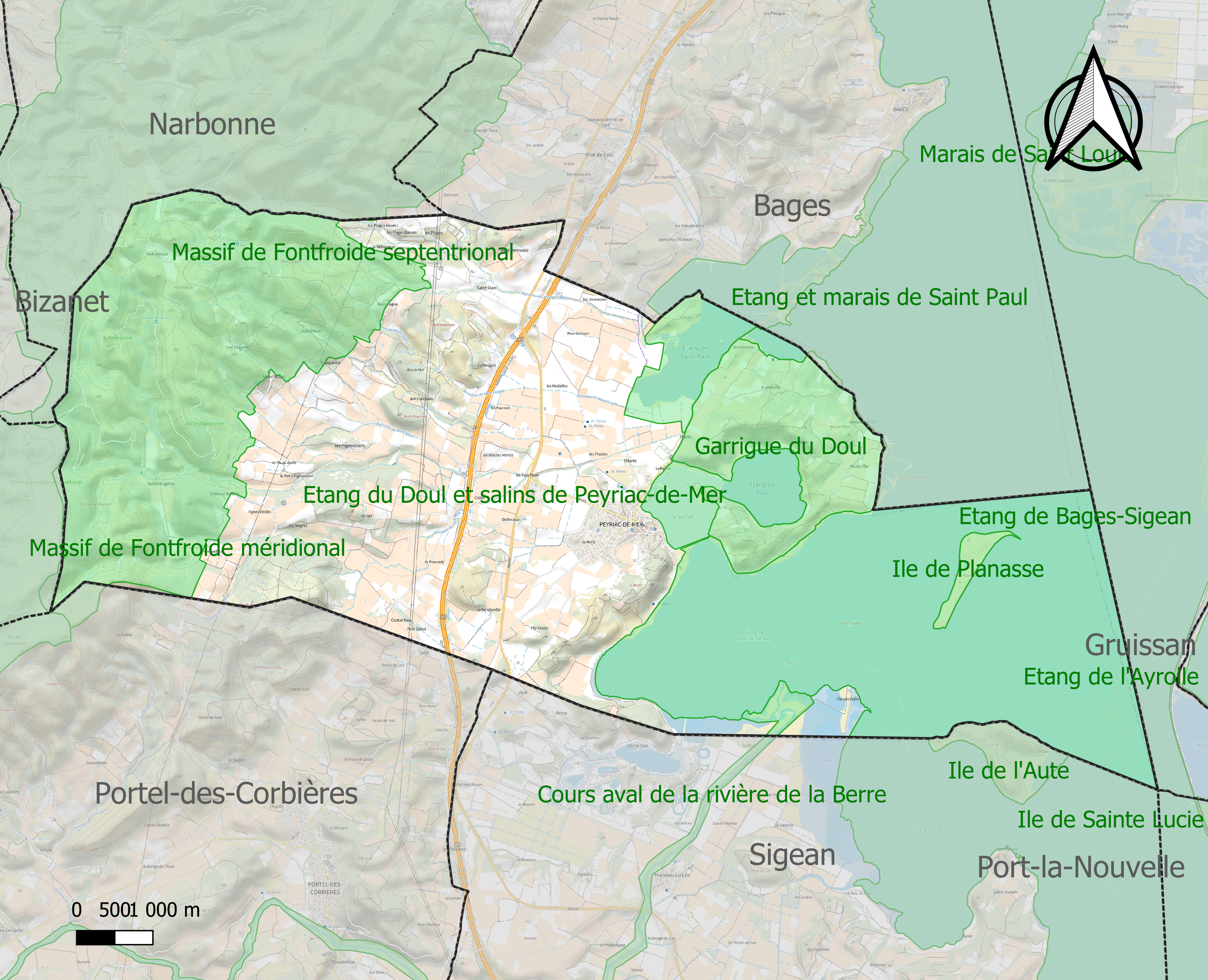
Carte des ZNIEFF de type 1 sur la commune.
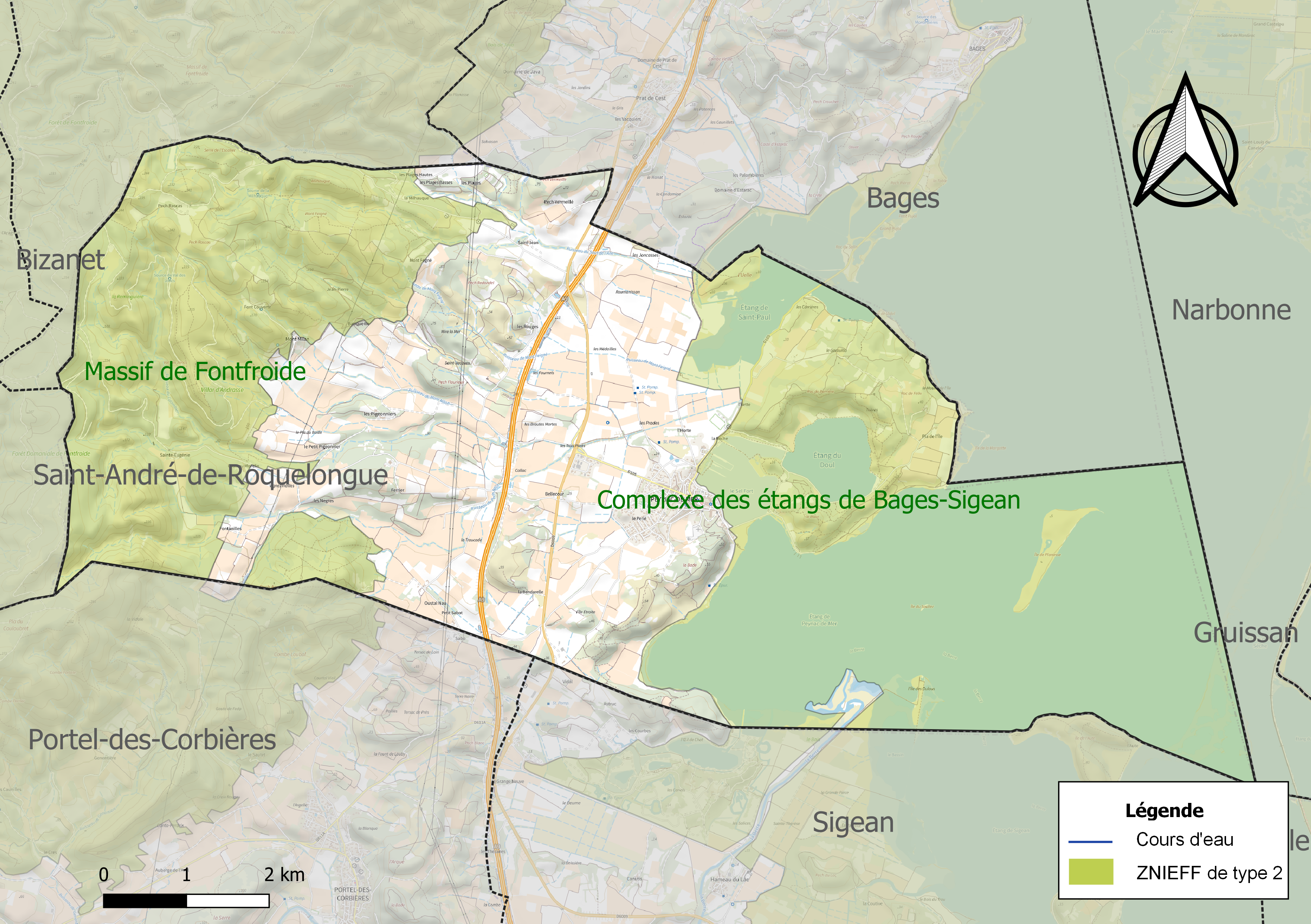
Carte des ZNIEFF de type 2 sur la commune.

## Urbanisme

### Typologie
Au 1er janvier 2024, Peyriac-de-Mer est catégorisée bourg rural, selon la nouvelle grille communale de densité à 7 niveaux définie par l'Insee en 2022.
Elle est située hors unité urbaine. Par ailleurs la commune fait partie de l'aire d'attraction de Narbonne, dont elle est une commune de la couronne,. Cette aire, qui regroupe 71 communes, est catégorisée dans les aires de 50 000 à moins de 200 000 habitants,.
La commune, bordée par la mer Méditerranée, est également une commune littorale au sens de la loi du 3 janvier 1986, dite loi littoral. Des dispositions spécifiques d’urbanisme s’y appliquent dès lors afin de préserver les espaces naturels, les sites, les paysages et l’équilibre écologique du littoral, tel le principe d'inconstructibilité, en dehors des espaces urbanisés, sur la bande littorale des 100 mètres, ou plus si le plan local d’urbanisme le prévoit.

### Occupation des sols
L'occupation des sols de la commune, telle qu'elle ressort de la base de données européenne d’occupation biophysique des sols Corine Land Cover (CLC), est marquée par l'importance des territoires agricoles (38,1 % en 2018), en augmentation par rapport à 1990 (36,6 %). La répartition détaillée en 2018 est la suivante : 
cultures permanentes (27,7 %), eaux maritimes (25,5 %), territoires artificialisés 2,11,7 milieux à végétation arbustive et/ou herbacée (24,6 %), zones agricoles hétérogènes (10,4 %), forêts (5,9 %), zones humides côtières (3,8 %), zones urbanisées (1,3 %), espaces verts artificialisés, non agricoles (0,8 %). L'évolution de l’occupation des sols de la commune et de ses infrastructures peut être observée sur les différentes représentations cartographiques du territoire : la carte de Cassini (XVIIIe siècle), la carte d'état-major (1820-1866) et les cartes ou photos aériennes de l'IGN pour la période actuelle (1950 à aujourd'hui).

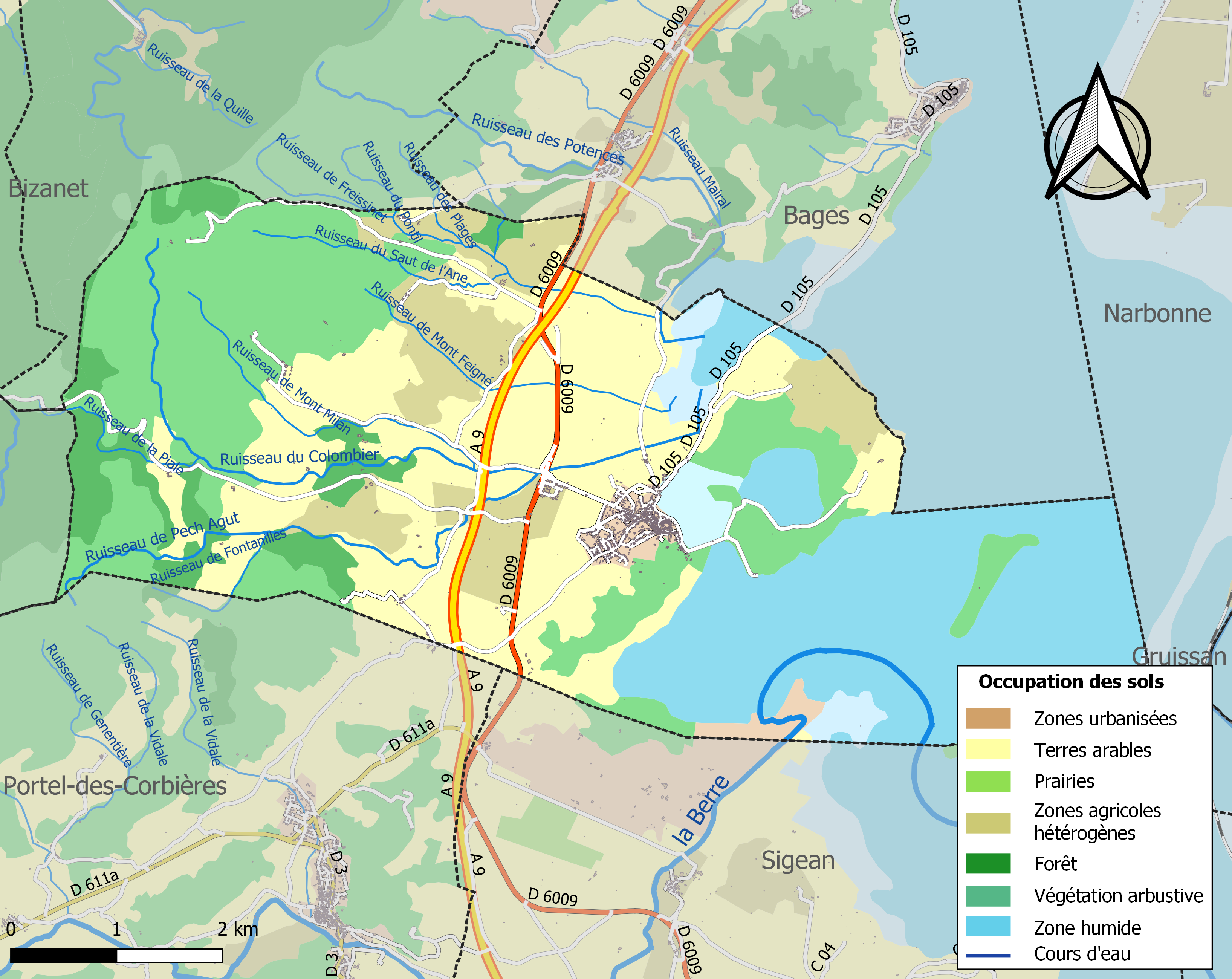
Carte des infrastructures et de l'occupation des sols de la commune en 2018 (CLC).

### Risques majeurs
Le territoire de la commune de Peyriac-de-Mer est vulnérable à différents aléas naturels : météorologiques (tempête, orage, neige, grand froid, canicule ou sécheresse), inondations, feux de forêts et séisme (sismicité faible). Il est également exposé à un risque technologique, le transport de matières dangereuses. Un site publié par le BRGM permet d'évaluer simplement et rapidement les risques d'un bien localisé soit par son adresse soit par le numéro de sa parcelle.

#### Risques naturels
La commune fait partie du territoire à risques importants d'inondation (TRI) de Narbonne, regroupant 18 communes du bassin de vie de l'agglomération narbonnaise, un des 31 TRI qui ont été arrêtés fin 2012 sur le bassin Rhône-Méditerranée, retenu au regard des submersions marines et des débordements des cours d’eau l’Aude, l'Orbieu et la Berre. Des cartes des surfaces inondables ont été établies pour trois scénarios : fréquent (crue de temps de retour de 10 ans à 30 ans), moyen (temps de retour de 100 ans à 300 ans) et extrême (temps de retour de l'ordre de 1 000 ans, qui met en défaut tout système de protection),. La commune a été reconnue en état de catastrophe naturelle au titre des dommages causés par les inondations et coulées de boue survenues en 1982, 1986, 1992, 1994, 1996, 1999, 2003, 2009, 2014, 2019 et 2021,.

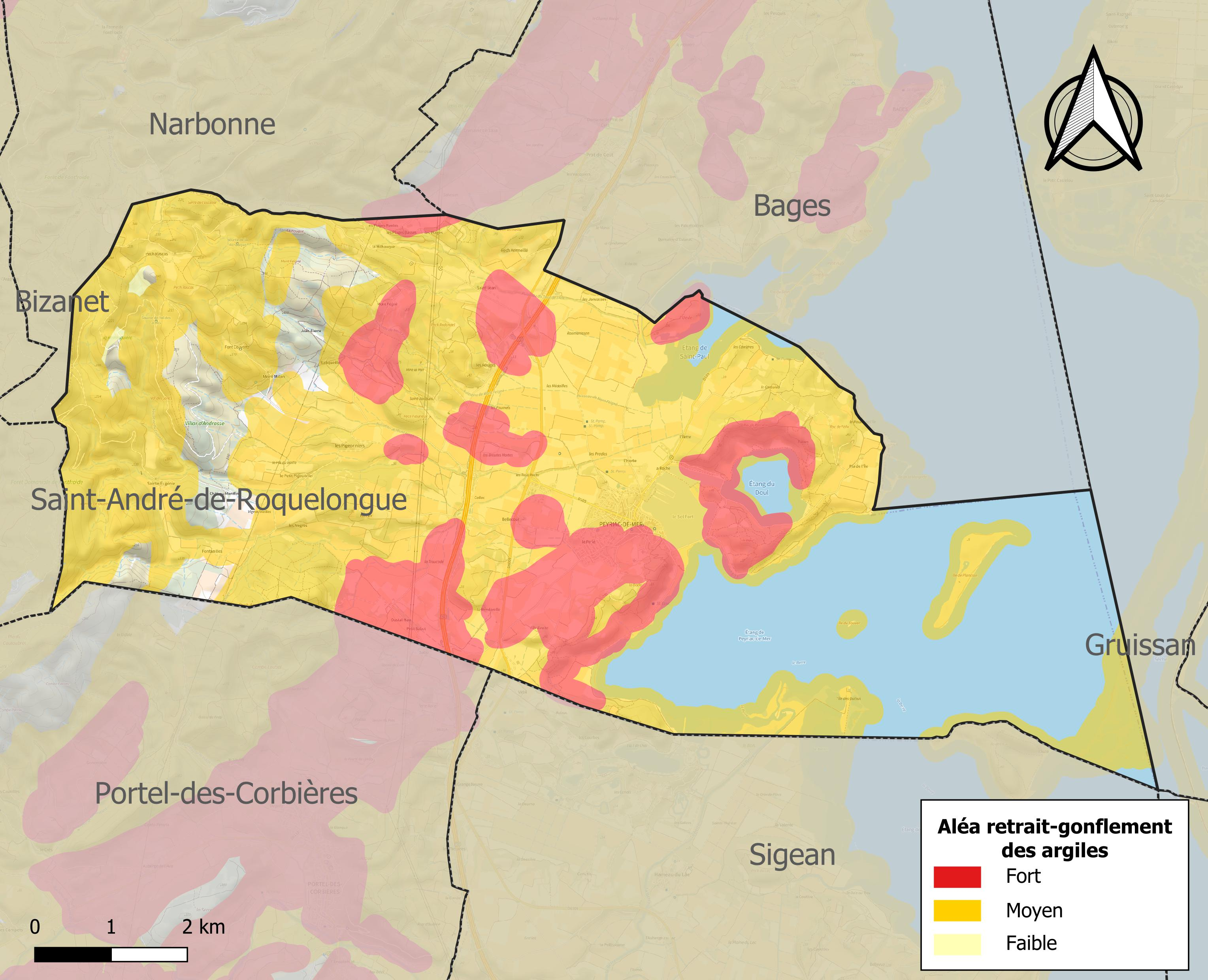
Carte des zones d'aléa retrait-gonflement des sols argileux de Peyriac-de-Mer.

Le retrait-gonflement des sols argileux est susceptible d'engendrer des dommages importants aux bâtiments en cas d’alternance de périodes de sécheresse et de pluie. 74,1 % de la superficie communale est en aléa moyen ou fort (75,2 % au niveau départemental et 48,5 % au niveau national). Sur les 679 bâtiments dénombrés sur la commune en 2019, 672 sont en aléa moyen ou fort, soit 99 %, à comparer aux 94 % au niveau départemental et 54 % au niveau national. Une cartographie de l'exposition du territoire national au retrait gonflement des sols argileux est disponible sur le site du BRGM,.

#### Risques technologiques
Le risque de transport de matières dangereuses sur la commune est lié à sa traversée par une route à fort trafic. Un accident se produisant sur une telle infrastructure est en effet susceptible d’avoir des effets graves au bâti ou aux personnes jusqu’à 350 m, selon la nature du matériau transporté. Des dispositions d’urbanisme peuvent être préconisées en conséquence.

## Histoire
- A l'époque pré-romaine le site du Moulin est occupé par une population autochtone appartenant au groupe des Elisyques.
- Mai 1364 : durant la guerre de Cent Ans, siège et prise du château de Peyriac par le maréchal de France Arnoul d'Audrehem. Il soumit le château après six à sept semaines de siège.

## Politique et administration

### Liste des maires

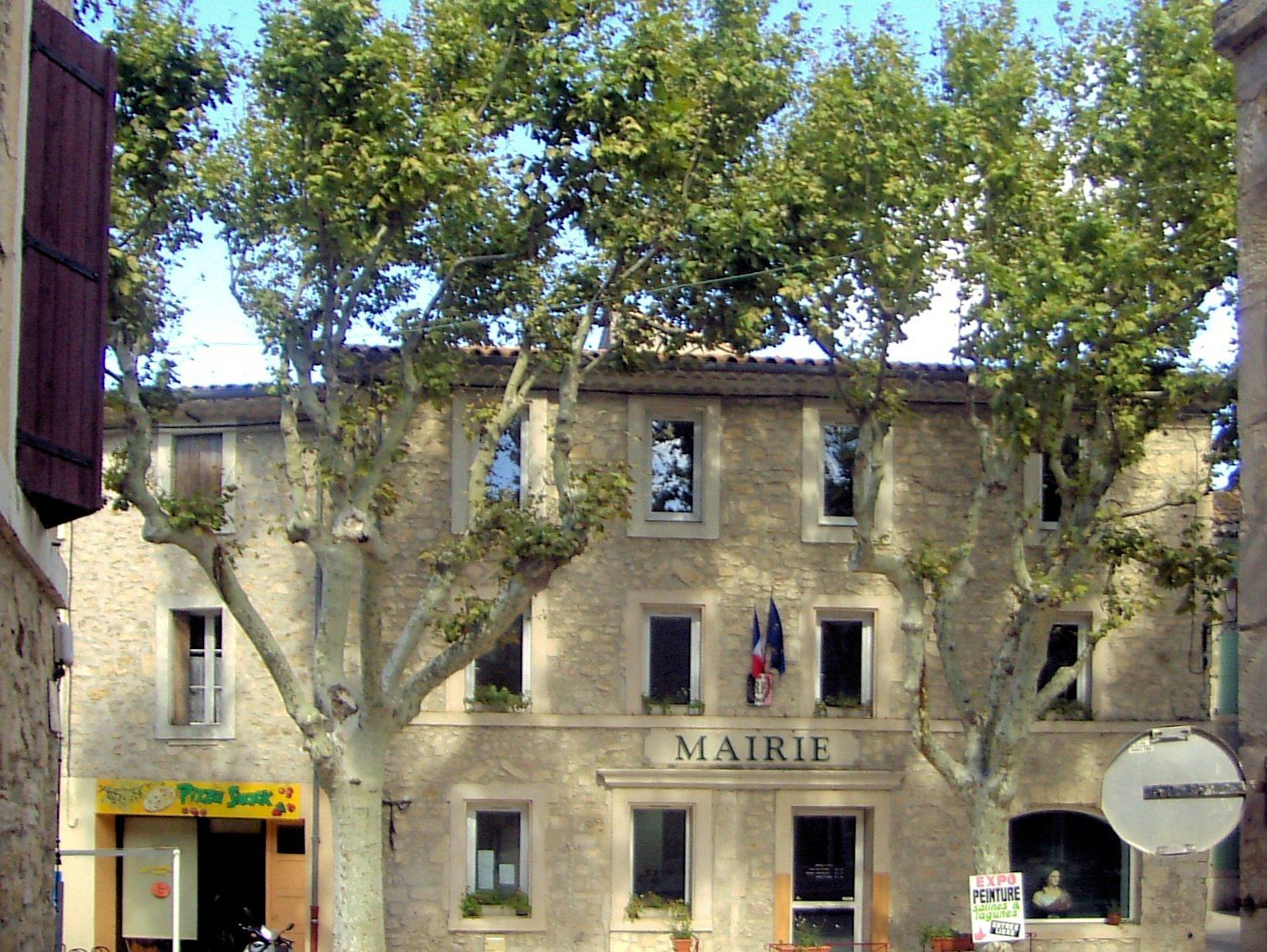
La mairie.

| Période | Période  | Identité          | Étiquette          | Qualité                                           |
| ------- | -------- | ----------------- | ------------------ | ------------------------------------------------- |
| 1947    | 1983     | Alexis Fabre      | Radical-socialiste | Avocat, viticulteur, député de l'Aude (1948-1955) |
| 1983    | 1995     | Henri Cadas       | PS                 | Viticulteur                                       |
| 1995    | 2008     | Louis Vic         | DVD                |                                                   |
| 2008    | 2014     | Jean-Marie Assens | DVG                |                                                   |
| 2014    | En cours | Catherine Gouiry  | DVD                |                                                   |

## Démographie
| 1793 | 1800 | 1806 | 1821 | 1831 | 1836 | 1841 | 1846 | 1851 |
| ---- | ---- | ---- | ---- | ---- | ---- | ---- | ---- | ---- |
| 480  | 444  | 586  | 660  | 706  | 762  | 801  | 838  | 872  |

| 1856 | 1861 | 1866  | 1872  | 1876  | 1881  | 1886  | 1891  | 1896  |
| ---- | ---- | ----- | ----- | ----- | ----- | ----- | ----- | ----- |
| 874  | 967  | 1 108 | 1 111 | 1 274 | 1 473 | 1 486 | 1 449 | 1 389 |

| 1901  | 1906  | 1911  | 1921  | 1926  | 1931  | 1936  | 1946 | 1954 |
| ----- | ----- | ----- | ----- | ----- | ----- | ----- | ---- | ---- |
| 1 387 | 1 209 | 1 129 | 1 151 | 1 170 | 1 191 | 1 108 | 870  | 769  |

| 1962 | 1968 | 1975 | 1982 | 1990 | 1999 | 2004 | 2006  | 2009 |
| ---- | ---- | ---- | ---- | ---- | ---- | ---- | ----- | ---- |
| 823  | 829  | 765  | 727  | 822  | 828  | 995  | 1 042 | 997  |

| 2014  | 2019  | 2022  | - | - | - | - | - | - |
| ----- | ----- | ----- | - | - | - | - | - | - |
| 1 111 | 1 132 | 1 191 | - | - | - | - | - | - |

## Économie

### Revenus
En 2018  (données Insee publiées en septembre 2021), la commune compte 499 ménages fiscaux, regroupant 1 100 personnes. La médiane du revenu disponible par unité de consommation est de 20 940 € (19 240 € dans le département).

### Emploi
| Division       | 2008   | 2013   | 2018   |
| -------------- | ------ | ------ | ------ |
| Commune        | 8,1 %  | 8,5 %  | 12,6 % |
| Département    | 10,2 % | 12,8 % | 12,6 % |
| France entière | 8,3 %  | 10 %   | 10 %   |

En 2018, la population âgée de 15 à 64 ans s'élève à 598 personnes, parmi lesquelles on compte 73,8 % d'actifs (61,2 % ayant un emploi et 12,6 % de chômeurs) et 26,2 % d'inactifs,. En  2018, le taux de chômage communal (au sens du recensement) des 15-64 ans est supérieur à celui du département et de la France, alors qu'en 2008 la situation était inverse.
La commune fait partie de la couronne de l'aire d'attraction de Narbonne, du fait qu'au moins 15 % des actifs travaillent dans le pôle,. Elle compte 157 emplois en 2018, contre 198 en 2013 et 190 en 2008. Le nombre d'actifs ayant un emploi résidant dans la commune est de 373, soit un indicateur de concentration d'emploi de 42 % et un taux d'activité parmi les 15 ans ou plus de 48,1 %.
Sur ces 373 actifs de 15 ans ou plus ayant un emploi, 105 travaillent dans la commune, soit 28 % des habitants. Pour se rendre au travail, 86,7 % des habitants utilisent un véhicule personnel ou de fonction à quatre roues, 1,3 % les transports en commun, 5,9 % s'y rendent en deux-roues, à vélo ou à pied et 6,1 % n'ont pas besoin de transport (travail au domicile).

### Activités hors agriculture

#### Secteurs d'activités
112 établissements sont implantés  à Peyriac-de-Mer au 31 décembre 2019. Le tableau ci-dessous en détaille le nombre par secteur d'activité et compare les ratios avec ceux du département,.
| Secteur d'activité                                                                                        | Commune | Commune | Département |
| Secteur d'activité                                                                                        | Nombre  | %       | %           |
| --- | ------- | ------- | ----------- |
| Ensemble                                                                                                  | 112     | 100 %   | (100 %)     |
| Industrie manufacturière, industries extractives et autres                                                | 7       | 6,3 %   | (8,8 %)     |
| Construction                                                                                              | 17      | 15,2 %  | (14 %)      |
| Commerce de gros et de détail, transports, hébergement et restauration                                    | 28      | 25 %    | (32,3 %)    |
| Information et communication                                                                              | 1       | 0,9 %   | (1,6 %)     |
| Activités financières et d'assurance                                                                      | 3       | 2,7 %   | (2,7 %)     |
| Activités immobilières                                                                                    | 10      | 8,9 %   | (5,2 %)     |
| Activités spécialisées, scientifiques et techniques et activités de services administratifs et de soutien | 22      | 19,6 %  | (13,3 %)    |
| Administration publique, enseignement, santé humaine et action sociale                                    | 15      | 13,4 %  | (13,2 %)    |
| Autres activités de services                                                                              | 9       | 8 %     | (8,8 %)     |

Le secteur du commerce de gros et de détail, des transports, de l'hébergement et de la restauration est prépondérant sur la commune puisqu'il représente 25 % du nombre total d'établissements de la commune (28 sur les 112 entreprises implantées  à Peyriac-de-Mer), contre 32,3 % au niveau départemental.

#### Entreprises
L' entreprise ayant son siège social sur le territoire communal qui génère le plus de chiffre d'affaires en 2020 est : 
- Guest SAS, activités des sociétés holding (60 k€)

### Agriculture
La commune est dans la « Région viticole » de l'Aude, une petite région agricole occupant une grande partie centrale du département, également dénommée localement « Corbeilles Minervois et Carcasses-Limouxin ». En 2020, l'orientation technico-économique de l'agriculture  sur la commune est la viticulture.
|               | 1988  | 2000 | 2010 | 2020 |
| ------------- | ----- | ---- | ---- | ---- |
| Exploitations | 103   | 72   | 48   | 29   |
| SAU (ha)      | 1 106 | 1125 | 720  | 595  |

Le nombre d'exploitations agricoles en activité et ayant leur siège dans la commune est passé de 103 lors du recensement agricole de 1988  à 72 en 2000 puis à 48 en 2010 et enfin à 29 en 2020, soit une baisse de 72 % en 32 ans. Le même mouvement est observé à l'échelle du département qui a perdu pendant cette période 60 % de ses exploitations,. La surface agricole utilisée sur la commune a également diminué, passant de 1 106 ha en 1988 à 595 ha en 2020. Parallèlement la surface agricole utilisée moyenne par exploitation a augmenté, passant de 11 à 21 ha.

#### Viticulture
Entre le massif des Corbières, le plateau de l’Ille et les bords de l’étang, la diversité des sols et des micro-climats valorise le caractère propre des différents cépages, contribuant ainsi à la production de vins d’exception, fortement typés.
La commune a sur son territoire les appellations qualitatives suivantes : Corbières (AOC), Vin de pays d'Oc, Coteaux-du-littoral-audois (VDP), et une cave coopérative viticole.
Liste des exploitations :
- Château Fabre Cordon
- Domaine de Sainte Eugénie
- Domaine de Tart Avizat
- Les Clos Perdus
- Domaine des 2 Anes
- Château de Peyriac-de-Mer
- Château de l'Ille
- Château de Montfin
- Château Valmont

## Vie pratique

### Enseignement
Le village de Peyriac-de-Mer dispose d'une structure multi-accueil petite enfance appelée « Les Galopins » et du groupe scolaire Denise-Mouret composé d'une école maternelle et d'une école primaire
- Effectifs :

|            | Très petite section | Petite section | Moyenne section | Grande section |     |
| ---------- | ------------------- | -------------- | --------------- | -------------- | --- |
| Maternelle | 4                   | 6              | 16              | 13             |     |
|            | CP                  | CE1            | CE2             | CM1            | CM2 |
| Primaire   | 13                  | 9              | 8               | 12             | 10  |

### Sports

#### Pratiques sportives
- ACCA de chasse
- Association « MATYS Yoga »
- Éveil Sportif Peyriac-Bages et l'école de rugby
- Association « Gym Form », danse et gymnastique
- Pétanque peyriacoise
- Tennis-club peyriacois

#### GymnaseYannick-Noah

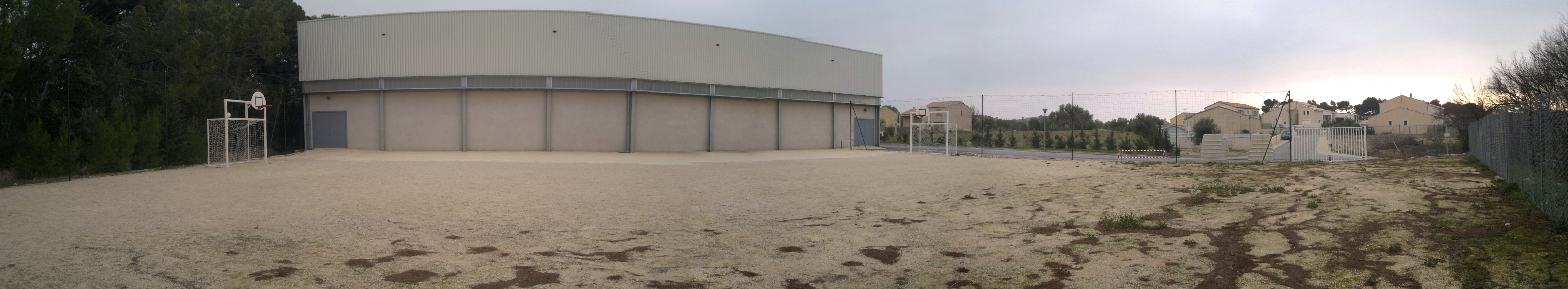
Vue panoramique du complexe sportif.

Le gymnase Yannick-Noah du village est composé d'un terrain multi-sport et d'une salle de danse et gymnastique. Ce complexe sportif évolutif couvert est accompagné d'un terrain extérieur pouvant accueillir footballeurs, handballeurs et basketteurs.
Le tournoi des Salins, tournoi de football, dont la première édition a eu lieu en 2008 se déroule sur ce terrain. Il oppose des équipes.
Ce terrain est très apprécié par les jeunes du village qui pratiquent le street soccer.

#### Stade municipal d'Alès de Boscaud
Ce stade est le stade résident du club sportif de rugby l'ESBP (Éveil Sportif Peyriac-Bages).

#### Centre équestre
Les différentes fonctions du centre équestre sont : l'école d'équitation, le poney-club, les promenades, les pensions

### Associations

#### Culture
- « À vives voix », formation vocale, concerts et spectacles.
- Anciens combattants.
- La surveillance des feux et forêts en été est assurée par le CCFF.
- Chorale « Cant al vent ».
- Un comité des fêtes qui assure les animations du village.
- « Dwest Coast Dancer's Country » : danse country.
- Deux troupes de théâtre, « Échanges de peau » et le « Théâtre mosaïque ».
- « La Distillerie » organise des concerts.
- Maison des Jeunes et de la Culture.
- La « Société Archéologique » gère le musée du village.

#### Loisirs
- Le Cercle Nautique gère les installations portuaires affectées à la plaisance.
- L'association « Chats des villes, chats utiles » s'occupe des chats dans la commune, elle organise des vide-greniers.
- Le « Club des 3 Moulins » pour le 3e âge.
- Les « Capucins des Salins » est une association scolaire.
- Les « chambres d'hôtes du moulin » est une location saisonnière.

## Culture locale et patrimoine

### Lieux et monuments

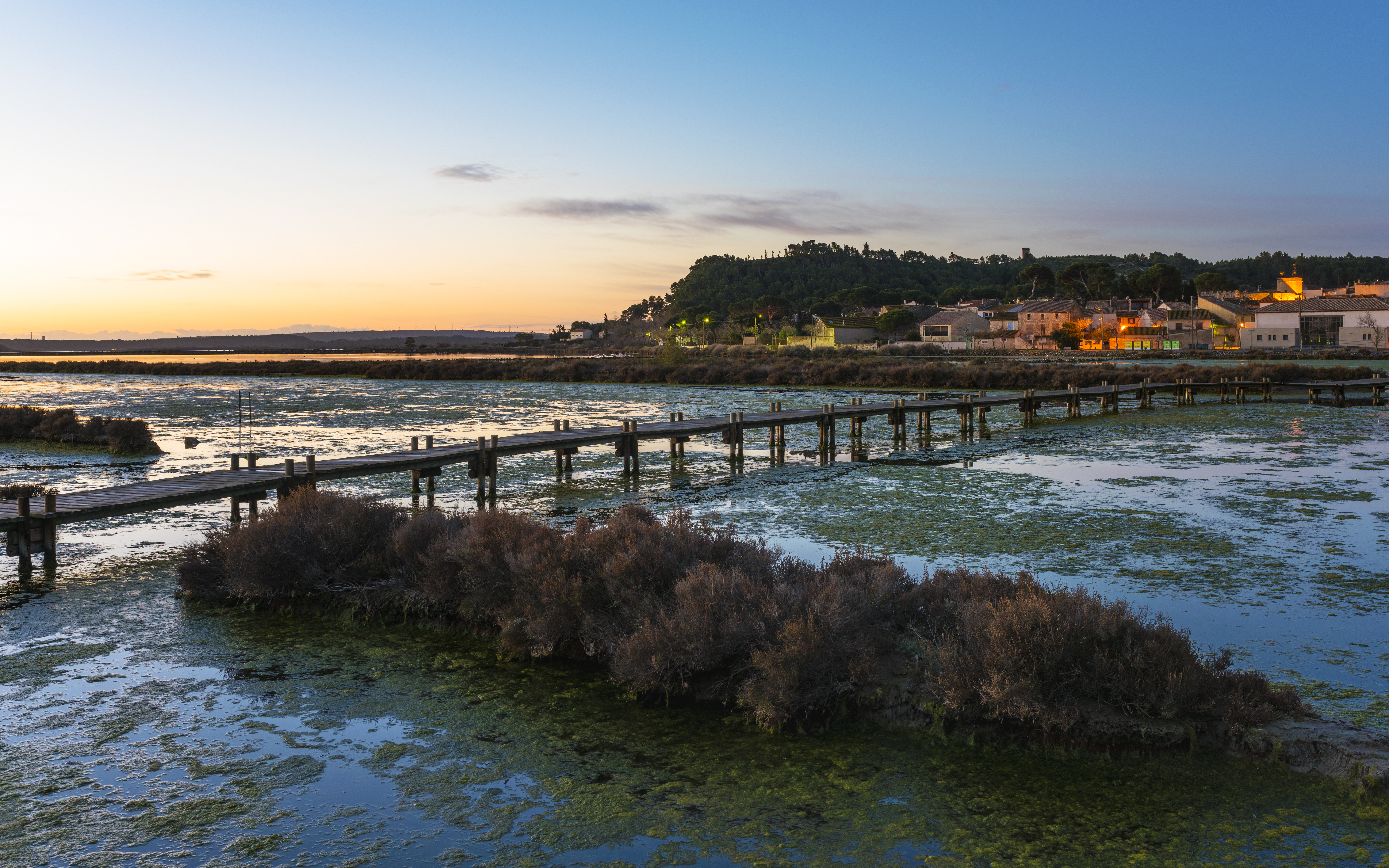
Les anciens salins près du village.

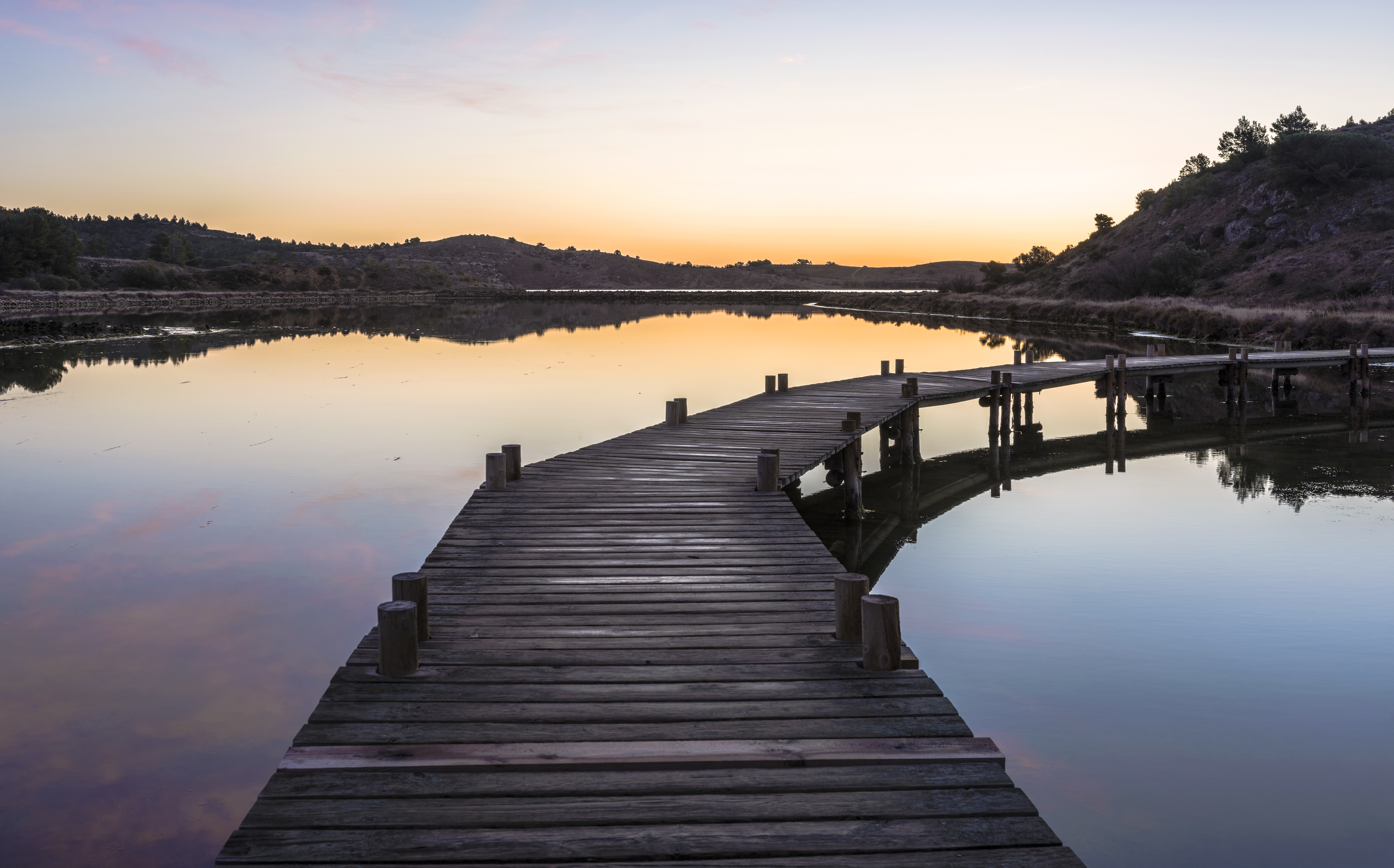
Passage dans les marais salants de Peyrac. Février 2018.

- Église Saint-Paul de Peyriac-de-Mer datant du XVIe siècle. L'édifice a été classé au titre des monuments historiques en 1914[67]. 
Dans cette église fortifiée du XVIe siècle, on trouve une Vierge à l'Enfant polychrome, trois tableaux du peintre carcassonnais Jacques Gamelin (1739-1803) et un orgue baroque classé du XIXe siècle[68].
En faisant le tour de l'église par les ruelles, on découvre les arcs-boutants, puis une échauguette visible depuis la placette. En haut du campanile, on peut apercevoir trois cloches suspendues à une armature en fer forgé.
- Réserve africaine de Sigean
La Réserve africaine de Sigean est un parc d’animaux sauvages et une importante zone de nidification d’oiseaux migrateurs. Elle est située à 4 km de Peyriac, en direction de Sigean. 
Elle représente un des lieux les plus visités du département de l'Aude ; en 2010, le 11 millionième visiteur passera dans le parc.
- L'étang de l'Ayrolle
- L'étang du Doul
- L'Île de Planasse
- l'Île du Soulier
- Les îles de l'Aute, de la Planasse  et du Soulié sont inscrites au titre des sites naturels depuis 1966[69].

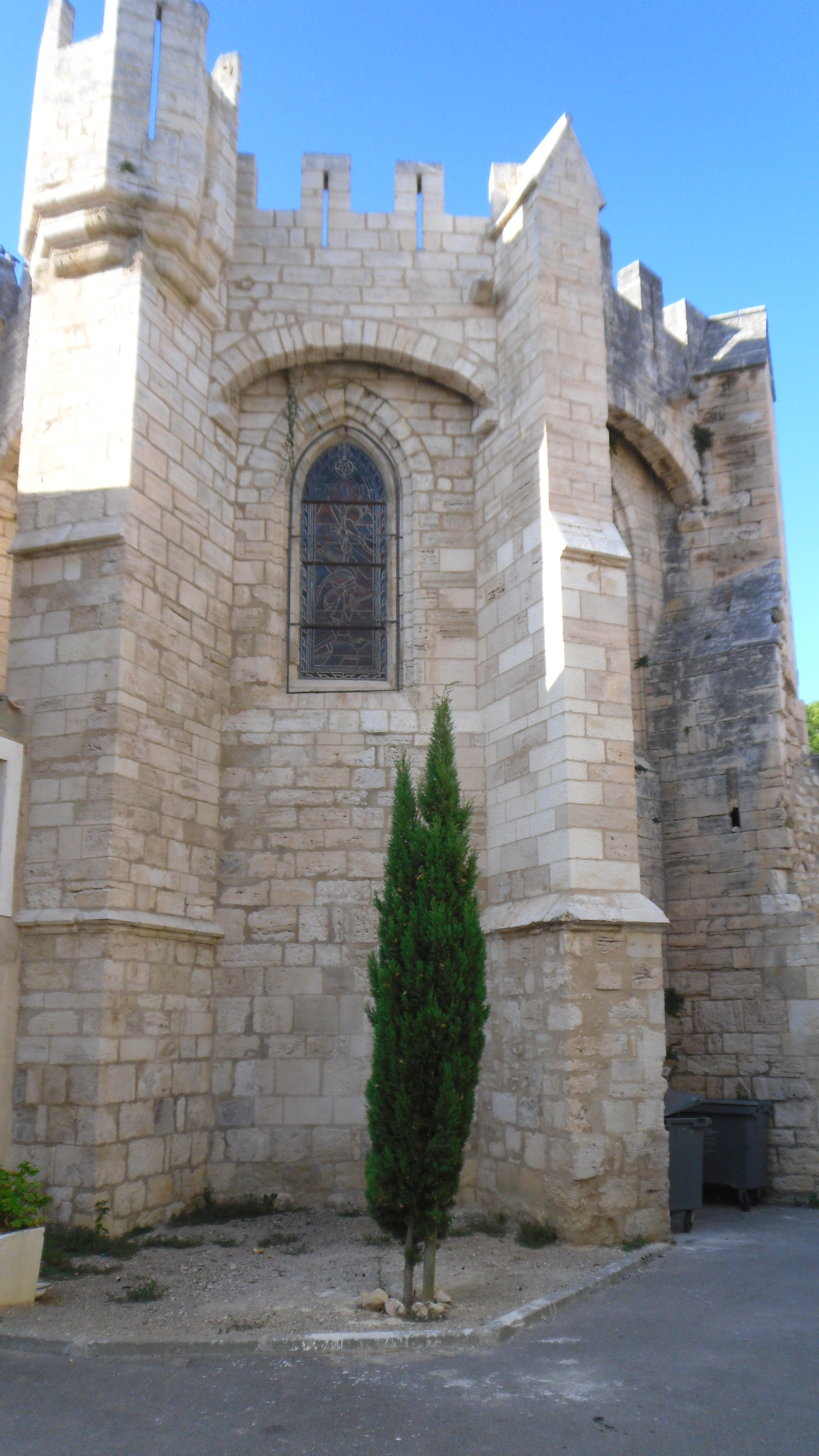
Église Saint-Paul de Peyriac-de-Mer
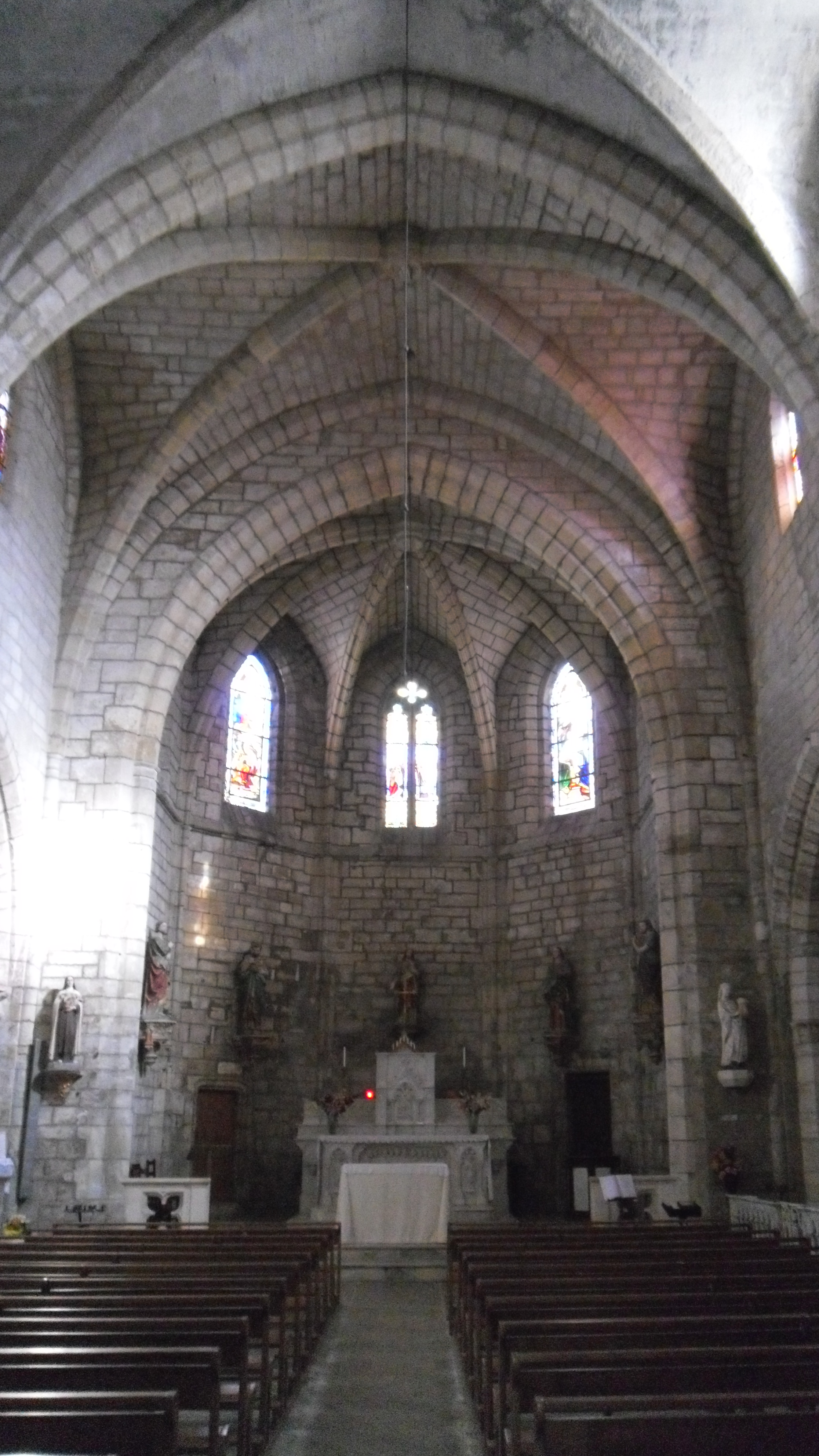
Intérieur de l'église
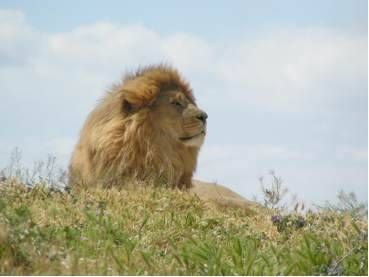
Lion à la réserve.

### Personnalités liées à la commune
- Albert Miquel (1904-1977) joueur de rugby à XV, né le 10 août 1904 à Peyriac-de-Mer. Finaliste du championnat de France de rugby à XV avec Carcassonne en 1925[70].
- Alexis Fabre (1907-1989), député de l'Aude (1948-1955) sous l'étiquette Rassemblement des gauches républicaines (RGR), maire de Peyriac-de-Mer de 1947 à 1983.
- Jean Cau (1925-1993), écrivain et journaliste, prix Goncourt 1961 pour son roman La Pitié de Dieu, né à Bram, posséda à Peyriac-de-Mer, à partir de 1963, une résidence secondaire dans une ancienne bergerie. La bibliothèque municipale porte son nom.
- Jean-Marie Bisaro (1976-), joueur de rugby à XV, a habité sur la commune durant son engagement au RCNM (2004-2009).

### Héraldique
| Moussan | Son blasonnement est : De sable à la fleur de lys d'argent. |